# Stephanie Coelho Aurélio
Stephanie Coelho Aurélio (Vlaardingen, 12 november 2000) is een Nederlands voetbalspeelster. Ze speelt als middenvelder voor NAC Breda in de Vrouwen Eerste divisie.
In seizoen 2019/20 zat Coelho Aurélio bij de selectie van SBV Excelsior, maar werd ze niet opgesteld. In seizoen 2020/21 kwam ze voor Excelsior voor het eerst in actie in de Vrouwen Eredivisie.

## Statistieken
| Seizoen | Club          | Land      | Competitie             | Wedstrijden | Doelpunten |
| ------- | ------------- | --------- | ---------------------- | ----------- | ---------- |
| 2019/20 | SBV Excelsior | Nederland | Eredivisie             | 0           | 0          |
| 2020/21 | Excelsior     | Nederland | Vrouwen Eredivisie     | 5           | 1          |
| 2021/22 | Excelsior     | Nederland | Vrouwen Eredivisie     | 24          | 1          |
| 2022/23 | Excelsior     | Nederland | Vrouwen Eredivisie     | 20          | 0          |
| 2023/24 | Excelsior     | Nederland | Vrouwen Eredivisie     | 8           | 0          |
| 2024/25 | NAC Breda     | Nederland | Vrouwen Eerste divisie | 19          | 1          |
| Totaal  | Totaal        | Totaal    | Totaal                 | 85          | 7          |

Laatste update: 24 maart 2025
1 De Haan ·
2 Heshof ·
3 Van den Burg ·
4 Verhoef ·
5 F. Mol ·
6 Heijblom ·
7 Promes ·
8 Aurélio ·
9 Franken ·
10 Laamouz ·
11 Schneijderberg ·
12 Nguyen ·
14 Hendriks ·
15 Fertoute ·
16 Oussoren ·
17 De Blij ·
18 Meerding ·
19 Tabi ·
19 Warps ·
20 Versluijs ·
21 Cober ·
22 L. Mol ·
23 Van der Meulen ·
24 Goutier ·
25 Yetim ·
26 Zieleman ·
Coach: Mank